# Antonín Bradáč
Antonín Bradáč (7. srpna 1920, Praha – 5. dubna 1991) byl český fotbalista, útočník a záložník, československý reprezentant, bratr fotbalisty Vojtěcha Bradáče.

## Sportovní kariéra
Byl menší, zdatný, tvrdý, houževnatý, osvědčený střelec pokutových kopů. Za Slavii Praha hrál v letech (1940–1951), s níž získal tři tituly mistra v protektorátní Národní lize (1941, 1942, 1943) a dva tituly v lize československé (1947, 1948). Byl mimořádným střelcem, nastřílel 95 ligových gólů. Dne 15. června 1947 vstřelil v zápase s Viktorií Žižkov hattrick během pouhých tří minut.
Antonín Bradáč končil svoji kariéru v mužstvu Slavoje Žižkov, dnešní Viktorie Žižkov.
V československé reprezentaci odehrál v letech 1946–1948 šest zápasů (gól nedal), třikrát nastoupil v reprezentačním B-mužstvu (1 gól).

## Ligová bilance
Sezona 1939-1940 je zaměňována s jeho bratrem Vojtěchem (více v diskuzi k tomuto článku)
První ligové utkání: 6.10.1940 Slavia Praha-SK Kladno 4:1
První ligová branka: 2.3.1941 Baťa Zlín-Slavia Praha 1:3
Poslední ligová branka: 3.12.1950 Slavia Praha-Čechie OD Karlín 3:3
Poslední ligové utkání: 22.4.1951 ATK Praha-Slavia Praha 3:2
| Ročník  | Zápasy | Góly | Klub         |
| ------- | ------ | ---- | ------------ |
| 1940/41 | 14     | 3    | Slavia Praha |
| 1941/42 | 21     | 14   | Slavia Praha |
| 1942/43 | 17     | 8    | Slavia Praha |
| 1943/44 | 21     | 3    | Slavia Praha |
| 1945/46 | 18     | 13   | Slavia Praha |
| 1946/47 | 22     | 11   | Slavia Praha |
| 1947/48 | 19     | 10   | Slavia Praha |
| 1948    | 13     | 7    | Slavia Praha |
| 1949    | 20     | 15   | Slavia Praha |
| 1950    | 24     | 11   | Slavia Praha |
| 1951    | 4      | 0    | Slavia Praha |
| CELKEM  | 193    | 95   |              |